# Smaragdlibellen
De smaragdlibellen (Cordulia) vormen een geslacht van echte libellen (Anisoptera) uit de familie van de glanslibellen (Corduliidae).

## Soorten
- Cordulia aenea (Linnaeus, 1758) – Smaragdlibel
- Cordulia shurtleffii Scudder, 1866